# Josu Uribetxeberria Bolinaga
Josu Uribetxeberria Bolinaga (Mondragón, Guipúzcoa; 1955 - ibídem, 16 de enero de 2015) fue un terrorista español miembro de Euskadi Ta Askatasuna (ETA).

## Biografía
Miembro de ETA desde mediados de 1983, fue detenido el 1 de julio de 1997 a raíz de la liberación del funcionario de prisiones secuestrado José Antonio Ortega Lara. En el momento de su detención decidió dejar morir de hambre a Ortega Lara, negándose a dar los datos del zulo subterráneo donde estaba secuestrado, aunque finalmente el zulo sería encontrado horas más tarde por agentes de la Guardia Civil.
Posteriormente fue juzgado y condenado a 178 años de cárcel por el asesinato de tres guardias civiles, a 14 años por secuestrar durante 116 días al empresario Julio Iglesias Zamora en junio de 1993, y a 32 años por el secuestro de Ortega Lara en enero de 1996, a quien mantuvo encerrado en un zulo durante 532 días.
En agosto de 2012, tras habérsele diagnosticado un cáncer terminal, inició una huelga de hambre para reclamar su excarcelación que fue secundada por otros 254 miembros de ETA encarcelados. El 17 de agosto el Ministerio de Interior le concedió el tercer grado penitenciario, proponiendo a la Audiencia Nacional que le concediera la libertad provisional «por razones humanitarias», aunque con condiciones. La AVT consideró una «traición» esta decisión del gobierno.
El 12 de septiembre la Audiencia Nacional decretó su puesta en libertad, rechazando el recurso a su excarcelación interpuesto por la Fiscalía. El exjuez Baltasar Garzón mostró públicamente su desacuerdo con la Fiscalía afirmando que «un Estado de derecho no puede permitir que una persona muera en prisión». El auto de libertad condicional, de fecha 30 de agosto de 2012, recogía que padecía un cáncer generalizado, terminal y en situación irreversible, según los informes forenses, factor determinante para la resolución favorable.
El 16 de enero de 2015, falleció en Mondragón debido al cáncer que padecía desde junio de 2005.